# Oxalis beneprotecta
Oxalis beneprotecta är en harsyreväxtart som beskrevs av Moritz Kurt Dinter och Paul Erich Otto Wilhelm Knuth. Oxalis beneprotecta ingår i släktet oxalisar, och familjen harsyreväxter. Inga underarter finns listade i Catalogue of Life.